# Kfar Zoharim
Kfar Zoharim též Ramot Jehuda-Zoharim (hebrejsky כְּפַר זָהֳרִים, doslova „Vesnice světel“, v oficiálním přepisu do angličtiny Kefar Zoharim) je ústav sociální péče a obec v Izraeli, v Jeruzalémském distriktu, v Oblastní radě Mate Jehuda.

## Geografie
Leží v nadmořské výšce 306 metrů v zalesněné krajině na pomezí pahorkatiny Šefela a západních svahů Judských hor.
Obec se nachází 33 kilometrů od břehu Středozemního moře, cca 52 kilometrů jihovýchodně od centra Tel Avivu, cca 34 kilometrů jihozápadně od historického jádra Jeruzalému a cca 15 kilometrů jihozápadně od Bejt Šemeš. Kfar Zoharim obývají převážně Židé, přičemž osídlení v tomto regionu je etnicky židovské.
Kfar Zoharim je na dopravní síť napojen pomocí dálnice číslo 35.

## Dějiny
Kfar Zoharim byl zřízen v roce 1993. Jde o středisko zaměřené na léčbu a prevenci drogové závislosti. Bylo založeno skupinou obyvatel Jeruzalému, kteří byli dříve členy protestního hnutí Černí panteři. Šlo o ryze soukromou občanskou iniciativu vzniklou bez vládní podpory. Plocha komplexu činí 100 dunamů (10 hektarů). Klienty jsou drogově závislí lidé ve věku nad 18 let. Jejich počet dosahuje cca 80 osob. 50 - 60 % z nich jsou židovští imigranti z bývalého SSSR. 10 % jsou izraelští Arabové. Pobyt v komunitě trvá obvykle až jeden rok, pak následuje přesun do městského života a postupný návrat do společnosti.

## Demografie
Podle údajů z roku 2014 tvořili naprostou většinu obyvatel Židé (včetně statistické kategorie "ostatní", která zahrnuje nearabské obyvatele židovského původu ale bez formální příslušnosti k židovskému náboženství).
Jde o menší sídlo. K 31. prosinci 2014 zde žilo 131 lidí.